# تيموثي شاتلورث
تيموثي شاتلورث (بالإنجليزية: Timothy Shuttleworth)‏ (مواليد 24 أبريل 1997) هو سبّاح من المملكة المتحدة، مثّل بلاده في الألعاب الأولمبية الصيفية 2016.

## روابط خارجية
تيموثي شاتلورث على موقع الاتحاد الدولي للسباحة (الإنجليزية)
- تيموثي شاتلورث على موقع SwimRankings.net (الإنجليزية)
- تيموثي شاتلورث على موقع اللجنة الأولمبية الدولية (الإنجليزية)
- تيموثي شاتلورث على موقع أوليمبيديا (الإنجليزية)
- تيموثي شاتلورث على موقع اللجنة الأولمبية البريطانية (الإنجليزية)